# Drosophila dyula
Drosophila dyula är en tvåvingeart som beskrevs av Burla 1954. Drosophila dyula ingår i släktet Drosophila och familjen daggflugor.
Artens utbredningsområde är Centralafrika.